# Niall Matter
Niall Matter (Edmonton, Alberta, 20 de outubro de 1980) é um ator canadense, mais conhecido por seu trabalho na televisão.

## Séries
- The Best Years (2007-presente) - Trent Hamilton
- Stargate: Atlantis (30 de setembro de 2007 e 1 de janeiro de 2008) - Lt. Kemp
- Dr. Dolittle: Tail To The Chief (4 de março de 2008) - Cole Fletcher
- Eureka (21 de agosto de 2007-presente) - Zane Donovan